# Отряд подводного нападения ВМС Азербайджана
Отряд подводного нападения ВМС Азербайджана (азерб. Azərbaycan Hərbi Dəniz Qüvvələrinin «Sualtı Hücum» Xüsusi Təyinatlı Dəstəsi), или сокращённо SAH — состоящее из морских пехотинцев структурное подразделение в составе Военно-морских сил Азербайджана, предназначенное для ведения и организации специальных операций. Отряд подводного нападения специализируется на разведывательно-диверсионной деятельности.

## История

### Создание
Инициатором создания отряда подводного нападения в Азербайджане был третий президент страны Гейдар Алиев. Во время своего визита в США Алиев ознакомился с подготовкой «морских котиков» ВМС США, а после возвращения в Азербайджан распорядился о создании здесь такой же элитной группы в составе ВМС Азербайджана.

### Участие в вооружённых конфликтах

#### Вторая карабахская война
В конце сентября 2020 года началась Вторая карабахская война с применением танков, летательных аппаратов и артиллерии. Бойцы из отряда подводного нападения ВМС Азербайджана также наряду с другими подразделениями специального назначения принимали участие в войне. Так, например, наступление в направлении города Губадлы осуществлялось при активном участии отряда подводного нападения ВМС Азербайджана.
В ходе начавшейся 23 октября операции по занятию Губадлы группы из отряда подводного нападения ВМС Азербайджана действовали в координации как с подразделениями Министерства обороны, так и с Государственной пограничной службой. Помимо Губадлы, возвращённого под контроль Азербайджана 25 октября при участии отряда подводного нападения было также занято около 10 сёл Губадлинского района, а также несколько населённых пунктов Зангеланского района. Взятие Губадлы сыграло большую роль в занятии Азербайджаном ряда стратегических высот на зангеланском и других направлениях.
В ходе восстановления контроля над городом Губадлы и несколькими сёлами Губадлинского района отличился командир объединения морской пехоты ВМС Азербайджана Заур Гулиев. 26 октября 2020 года президент Азербайджана Ильхам Алиев поздравил Гулиева, а после окончания войны Гулиев был удостоен высшей степени отличия Азербайджана — звания «Героя Отечественной войны». Этого звания был удостоен также погибший в боях за высоту Кызылкая Ходжавендского района младший мичман отряда подводного нападения Фаган Залов.
Также бойцы из отряда подводного нападения ВМС Азербайджана принимали участие в военных операциях на территории Джебраильского района.

### Военные учения
В июне 2021 года в азербайджанском секторе Каспийского моря прошли тактические учения с участием отряда подводного нападения ВМС Азербайджана. В ходе учений отрядом подводного нападения была проведена спецоперация против условной террористической группы с корабля и вертолёта.
В октябре 2022 года подразделения отряда подводного нападения ВМС Азербайджана и подразделения специального назначения ВМС Турции провели совместные учения в турецком городе Мармарис, на военно-морской базе Аксаз. В ходе учений военнослужащие обеих стран отработали тактические задачи на суше и на море, задачи по поиску неразорвавшихся боеприпасов и морских мин, а также их уничтожению.

### Участие в военных парадах
26 июня 2018 года в Баку прошёл торжественный военный парад по случаю 100-летия Вооружённых сил Азербайджана. Парадный расчёт отряда подводного нападения ВМС Азербайджана также принял участие в военном параде.
10 декабря 2020 года в Баку прошёл торжественный Парад Победы по случаю победы Азербайджана во Второй карабахской войне. Парадные расчёты морских пехотинцев ВМС Азербайджана под командованием капитана 1-го ранга Заура Гулиева также приняли участие в военном параде

## Подготовка
Цель программы подготовки отряда подводного нападения состоит в том, чтобы сохранить военнослужащему жизнь, поддержать его умственное и моральное состояние, максимально увеличить его разведывательные и боевые навыки. Отряд подводного нападения состоит из офицеров и прапорщиков и считаются «элитой» вооружённых сил страны.
Будущие курсанты отбираются только из солдат, прошедших военную службу. Тренировочный процесс длится около пятидесяти недель. Этот процесс начинается с предварительной подготовки, направленной на отбор будущих курсантов. В основе этих приготовлений лежит крайне сложное испытание под названием «адская неделя», которая отличается особой сложностью в плане физической подготовки. В этот период проверяется нервная система и моральное состояние будущих курсантов. Именно по этой причине, хотя количество будущих курсантов в начальном учебном процессе составляет около пятидесяти человек, после «адской недели» на основной курс обучения проходит всего семь-восемь человек.
Применяемая в тренировочном процессе программа физической подготовки обеспечивает максимальное развитие физической силы и выносливости курсантов в короткие сроки. Структура упражнений построена таким образом, чтобы будущий спецназовец воспринимал победу в качестве силы коллектива на уровне обыденного сознания.
Помимо физической подготовки особое внимание уделяется стрессоустойчивости курсантов. Стрессоустойчивость вырабатывается через сон, еду, отдых, общение, лишение самостоятельности в быту. Будущие бойцы отряда подводного нападения осваивают навыки выживания и ведения боя в экстремальных условиях на воде.
Подразделения подводного нападения специализируются на молниеносных разведывательно-диверсионных, поисково-спасательных и антитеррористических операциях на передовой и в тылу противника. Такие операции можно проводить не только в воде, но и на суше, в горах, лесах, пустынях, городах и посёлках. Особое внимание в учебном процессе уделяется навыкам парашютного спорта с целью обеспечения возможности использования бойцов отряда подводного нападения в качестве десанта.